# Adlington (Lancashire)
Pour les articles homonymes, voir Adlington.
Adlington est une ville et une paroisse civile britannique située dans le Lancashire, en Angleterre. Elle est située dans le sud du comté, près des landes des West Pennine Moors, à 5 km au sud du centre-ville de Chorley. Administrativement, elle relève du borough de Chorley. Au recensement de 2011, elle compte 6 010 habitants.

## Étymologie
Le nom Adlington est d'origine vieil-anglaise. Il est construit à partir de l'anthroponyme Eadwulf, auquel sont ajoutés les suffixes -ing et tūn, désignant ainsi un domaine appartenant ou associé à un homme nommé Eadwulf. La localité est attestée vers 1190 sous le nom Edeluinton.

## Transports
Adlington est traversée par la route A6 (en) qui relie Luton, dans le Bedfordshire, à Carlisle, en Cumbria. L'autoroute A61 (en), qui relie Preston à Manchester, passe juste à l'est de la ville.
La gare d'Adlington (en) est desservie par les trains de la Manchester–Preston line (en).

## Personnalités liées à la ville
- Leonard Fairclough (en) (1853-1927), tailleur de pierre et fondateur de l'entreprise de construction Leonard Fairclough & Son (en), est né à Adlington.
- Lindsay Hoyle (né en 1957), député travailliste de Chorley depuis 1997 et président de la Chambre des communes depuis 2019, est né à Adlington.